# 城南アートセンター
城南アートセンター（ソンナムアートセンター、Seongnam Arts Center）は、 大韓民国の京畿道城南市盆唐区に位置する総合芸術施設である。

## 概要
1994年に基本計画とコンペが行われ、2000年に着工。2005年10月14日に開館。当初は城南市が運営予定だったが、城南文化財団が城南市民会館とともに委託運営されている。
2008年に放送されたベートーベン・ウィルスではコンサート会場として撮影された。

## 施設
- オペラ劇場：座席数1804席で、オペラ公演はもちろん、バレエ、ミュージカルなどに対応できる。
- コンサートホール：座席数は994席で、オーケストラや、室内楽などに対応可能。
- アンサンブルシアター：座席数は378席で、ファッションショーなどが主である。
- 美術館
- 会議室

## 交通
- 韓国鉄道公社盆唐線二梅駅下車徒歩5分